# Podochilus trichocarpus
Podochilus trichocarpus är en orkidéart som beskrevs av Rudolf Schlechter. Podochilus trichocarpus ingår i släktet Podochilus och familjen orkidéer. Inga underarter finns listade i Catalogue of Life.